# James Graham Cooper
James Graham Cooper (19 giugno 1830 – 19 luglio 1902) è stato un chirurgo e naturalista statunitense.

## biografia
Cooper nacque a New York. Lavorò per il «Servizio di Geologia della California», dal 1860 al 1874, assieme a Josiah Dwight Whitney, William H. Brewer ed Henry N. Bolander. Svolse prevalentemente attività di zoologo, ma realizzò anche importanti collezioni botaniche da San Diego a Fort Mohave, in Arizona, nel 1861. Cooper fu un membro attivo dell'Accademia delle Scienze della California, divenendone anche Direttore del Museo.
Ottenuta la nomina di medico nel 1851, praticò a New York fino al 1853. Spencer F. Baird, all'epoca segretario assistente della Smithsonian Institution, facilitò la carriera di Cooper selezionandolo per effettuare studi per conto della Union Pacific Railroad nel Territorio di Washington. Si unì al gruppo di studiosi sotto il comando del Capitano George McClellan, come chirurgo, fino al 1854. Nel 1855 visitò San Francisco e l'istmo di Panama, realizzando enormi raccolte di uccelli durante questa spedizione.
Nel 1860, ritornò nell'ovest e si unì alla «Spedizione Blake» che da Saint Louis, seguendo il fiume Missouri, penetrò nell'Idaho e nel Washington. Per brevi periodi di tempo lavorò come chirurgo anche per conto dell'Esercito degli Stati Uniti (US Army) e per Josiah Whitney, capo del California Geological Survey. Con Baird, scrisse un testo sugli uccelli della California, Ornithology, Volume I, Land Birds, nel 1870.
Anche il padre, William Cooper, era un naturalista.

| J.G.Cooper è l'abbreviazione standard utilizzata per le piante descritte da James Graham Cooper. Consulta l'elenco delle piante assegnate a questo autore dall'IPNI. |

| J. G. Cooper è l'abbreviazione standard utilizzata per le specie animali descritte da James Graham Cooper. Categoria:Taxa classificati da James Graham Cooper |